# Cybercondria
Cybercondria, termo coloquial criado neste século, a partir das palavras cyber (abreviatura de cybernetic, referência à tecnologia da Internet) e “chondria” (do grego, que se refere a uma desordem obsessiva), traduz um tipo de comportamento, que se caracteriza pela prática de chegar a conclusões apressadas (ou errôneas) durante a busca na rede  de algum assunto relacionado à saúde, em alguns aspectos assemelhando-se à hipocondria, mas com características particulares da internet. 
O fenômeno preocupa os médicos, porque além de causar autodiagnóstico e automedicação, pode evoluir para ansiedade e síndrome do pânico. De acordo com pesquisas internas do Google, 61% dos americanos adultos buscam informações de saúde – ou, como se costuma dizer ironicamente, consultam o Dr. Google. A "Pew Internet & American Life Project" concluiu que 6 milhões de pessoas entram todo o dia na rede atrás de alguns conselhos médicos. A grande oferta de sites especializados colabora para a autossugestão. Um exemplo é o site americano de informações de saúde WebMD, que disponibiliza uma animação do corpo humano para o autodiagnóstico. O usuário clica na região onde tem dor e ele abre uma tabela com sintomas que corresponderiam à determinada área e à doença relacionada.
Também preocupada com o problema, a Microsoft decidiu fazer um estudo interno com seus funcionários para descobrir quantos eram adeptos da prática. O estudo, publicado no “New York Times” e na rede, sugere que o autodiagnóstico via internet leva normalmente a pessoa a concluir que está muito pior do que seu real estado de saúde. O coordenador do estudo, Eric Horvitz, percebeu que ao pesquisar dor de cabeça as pessoas recebem praticamente a mesma quantidade de resultados ligando a condição a um tumor cerebral e à abstinência de cafeína – mesmo que a primeira seja muito mais rara.
A cybercondria não se caracteriza como uma doença por si só, mas pode ser um dos fatores que levam à hipocondria, que é uma desordem somatoforme, ou seja, baseada na constante percepção de sintomas, que persistem, mas que não possuem causa médica identificada ou então por queixa exagerada, que não caracteriza o problema real. A hipocondria se manifesta de diversas formas, mas é normalmente caracterizada pelo medo de que sintomas discretos possam indicar doenças sérias, constante auto-exame e auto-diagnóstico e preocupação contínua com o corpo. Normalmente, esta desordem está associada a algum outro distúrbio de fundo psicológico. Estatísticas mostram que de 1 a 5% da população mundial sofre de hipocondria e com a presença constante da Internet na vida diária, a cybercondria poderá agravar os seus sintomas ou até mesmo aumentar o número de hipocondríacos. No Brasil, 10% a 15% da população sofre de ansiedade, segundo dados do Instituto de Psiquiatria da USP, enquanto apenas 2% a 4% são hipocondríacos.